# Scaphosepalum clavellatum
Scaphosepalum clavellatum är en orkidéart som beskrevs av Carlyle August Luer. Scaphosepalum clavellatum ingår i släktet Scaphosepalum och familjen orkidéer. Inga underarter finns listade i Catalogue of Life.